# کوماتسونا
کوماتْسونا (نام علمی Brassica rapa var. peruviridis) یک نوع سبزی است. کاشت این نوع سبزی در ژاپن، تایوان و کره در حال افزایش است. کوماتسونا به عنوان اسفناج خردل ژاپنی (Japanese Mustard Spinach) نیز نامیده می‌شود. این نوع سبزی به صورت سرخ شده یا آب‌پز به سوپ اضافه می‌شود و همچنین به صورت خام در سالاد مصرف دارد. همچنین از آن به عنوان علوفه در برخی از کشورهای آسیایی استفاده می‌شود. کوماتسو یک منبع عالی برای کسب کلسیم بشمار می‌رود. برگ کوماتسونا در هر مرحله از رشد این گیاه خورده می‌شود. برگ بالغ آن به رنگ سبز تیره است و ساقه‌ای به رنگ سبز روشن و شفاف دارد همچنین ۳۰ سانتیمتر طول و ۱۸ سانتیمتر عرض برگ آن است. بیشتر در بهار و پاییز کشت می‌شود. این گیاه در برابر سرما و گرمای زیاد مقاوم نیست.